# Gottlieb Friedrich Alexandrowitsch von Glasenapp

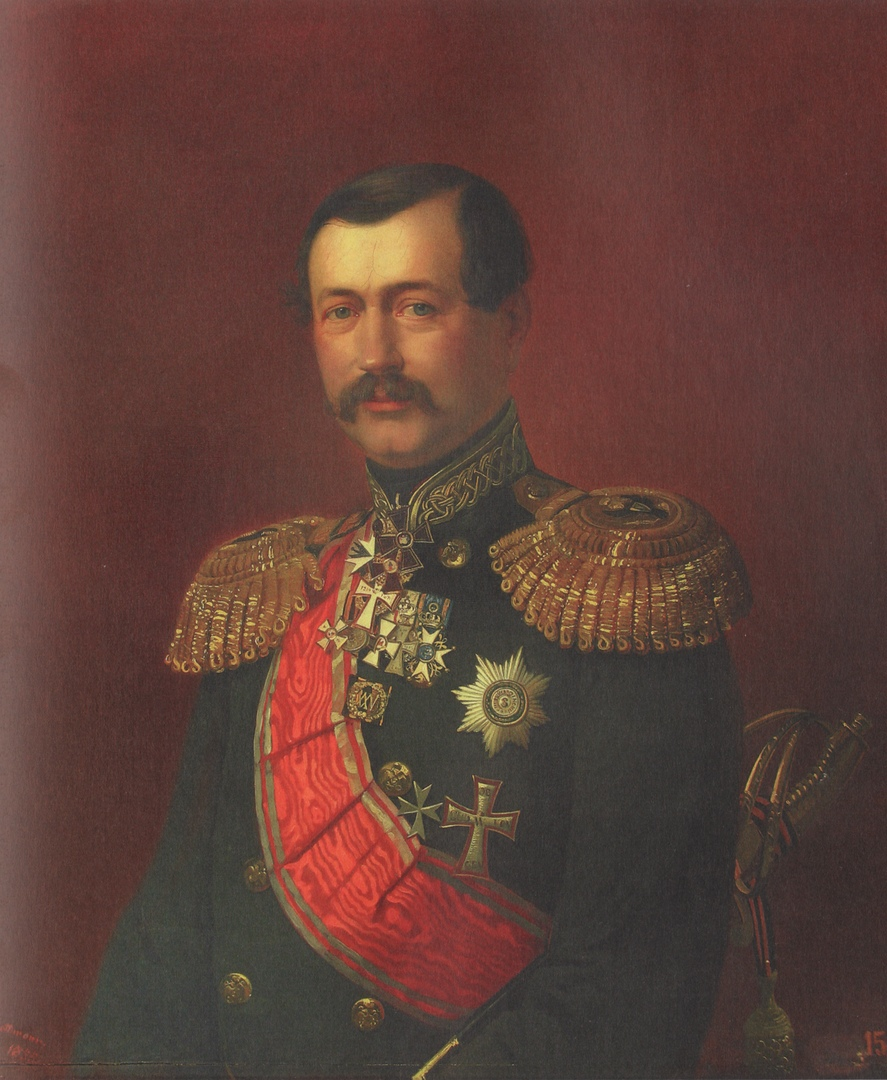
Gottlieb Friedrich von Glasenapp (by Egor Botman)

Wappen der Familie von Glasenapp

Gottlieb Friedrich Alexandrowitsch von Glasenapp, auch genannt Bogdan von Glazenap (* 22. Januar 1811 in Livland; † 5. Dezember 1892 in Wiesbaden) war Admiral der kaiserlich russischen Marine, Generaladjutant des Zaren Nikolaus I.
und Mitglied des russischen Staatsrates.

## Familie
Seine Eltern waren Alexander von Glasenapp und Louise geb. von Moeller. Sein Bruder war Woldemar von Glasenapp. Er heiratete 1839 Emilie von Moeller, Tochter des russischen Admirals und Marineministers Otto Berend von Möller (1764–1848). Seine Ehe war kinderlos, er hatte aber zahlreiche Pflegesöhne. Diese Pflegesöhne waren Kinder von ums Leben gekommenen kaukasischen Teilfürsten, infolge von Kriegshandlungen in diesem Gebiet. Anfangs fand die Erziehung der Pfleglinge in Dorpat (heute Tartu), später in Sankt Petersburg statt, wo sie dann alle bei der Garde dienten. Seine Frau Emilie starb im Februar 1879.

## Leben
Er nahm 1826–1828 als junger Marineoffizier an der vierten russischen Weltumseglung von Kapitän Friedrich Benjamin von Lütke teil, in dessen Verlauf auch Tahiti angelaufen wurde, wo er sich der besonderen Gunst und Gastfreundschaft von Königin Pomaré IV. erfreuen durfte. Im weiteren Verlauf der Reise hat er etliche Küsten an der Beringstraße kartographisch aufgenommen und beschrieben. Das auf den östlichen Aleuten (Alaska) befindliche Cape Glazenap wurde nach ihm benannt, ebenso der Hafen am südwestlichen Ende der Insel Arakamtschetschen in der Beringstraße erhielt seinen Namen.
1841 wurde er Kapitänleutnant und Flügeladjutant, und befehligte die Brigg "Kasarki", im nächsten Jahr die Korvette "Löwin", 1843 die Fregatte "Katharina" und 1845–1846 die Korvette "Prinz von Warschau". 1844 wurde Glasenapp zum Kapitän 2. Ranges und 1846 zum Kapitän 1. Ranges befördert. In den Jahren 1848–1849 war er Chefredakteur der Zeitschrift "Marine Collection".
Am 24. April 1861 wurde zum Vizeadmiral befördert, und 1869 wurde er dann Admiral, sowie Generaladjutant. Von 1860 bis 1871 war er Hauptkommandeur des Hafens und Militärgouverneur von Nikolajew.

## Orden und Ehrenzeichen
- Orden des Heiligen Wladimir 4. Grades mit Bogen (1831)
- Orden des Heiligen Georg 4. Grades (1833)
- Seit 1834 Ehrenritter des Johanniterordens in der Liste Balley Brandenburg
- Orden des Heiligen Stanislaw 2. Grades (1835)
- Orden der Heiligen Anna 2. Grades (1839, Kaiserkrone 1841)
- Orden des Heiligen Wladimir 3. Grades (1849)
- Orden des Heiligen Stanislaw 1. Grades (1855)
- Orden der Heiligen Anna 1. Grades (1856)
- Orden des Heiligen Wladimir 2. Grades mit Schwertern (1864)
- Orden des Weißen Adlers (1866)
- Orden des Heiligen Alexander Newski
- 15. Mai 1883 Orden des Heiligen Wladimir I. Klasse als „General-Adjutant Glasenapp I“ (verliehen zum Anlass der Krönung des Zaren Alexander III.)
- Preußischer Orden des Heiligen Johannes von Jerusalem (1836)
- Preußischer Orden des Roten Adlers 3. Grades (1836)
- Schwedischer Schwertorden (Kommandeur) (1850)
- Niederländischer Orden vom niederländischen Löwen (1841)
- Niederländischer Orden der Eichenkrone 1. Grad (1857)
- Neapolitanischer Orden Franz I. Kommandantenkreuz 3. Grades (1846)
- Kreuz der französischen Ehrenlegion (1846)
- Danebrog Kommandantenkreuz des dänischen Ordens (1849)
- Dänischer Orden von Danebrog Ehrenabzeichen (1850)